# Kamarijärvi
Kamarijärvi är en sjö i Pajala kommun i Norrbotten och ingår i Torneälvens huvudavrinningsområde. Kamarijärvi ligger i Pessinki fjällurskog Natura 2000-område.